# 本多昌長
本多 昌長（ほんだ まさなが）は、江戸時代前期の越前国福井藩家老。通称は源四郎、内蔵助。越前府中本多家（本多内蔵助家）2代当主。

## 略歴
慶長19年（1614年）9月18日、福井藩家老・本多富正の子として府中にて誕生した。幼名を千菊。母は側室。元和元年（1615年）、幕府の証人として江戸に下向する。
元和2年（1616年）、結城秀康側室・清涼院に伴われ、江戸城に登城し2代将軍・徳川秀忠と世子家光に拝謁する。寛永10年（1633年）、元服し、藩主・松平忠昌より偏諱を受け内蔵助昌長と名乗る。寛永12年（1635年）、松平直基養女と結婚。正保2年（1645年）11月、藩主・松平光通の家督相続の御礼言上の際に、永見吉次らと共に将軍家光に拝謁する。慶安2年（1649年）、父・富正の死去により、家督相続し府中4万石の領主となる。慶安3年（1650年）、河灌山芳春寺を再建する。
寛文9年（1669年）5月21日没。享年56。家督は嫡男の長員が継いだ。

## 逸話
3歳で江戸城に登城し将軍秀忠に拝謁した際に、御台所於江の方に「父親の富正は容貌が良くないと聞いていますが、この子は母親に似たのですね」と声をかけられた。また、世子家光は千菊を奥に連れて行き印籠袋を賜った。

## 系譜
- 父：本多富正
- 母：側室
- 正室：松平直基養女 - 墓所は福井県越前市の蓮尚寺
- 側室
  - 四男：本多長員（1669年 - 1717年）
- 生母不明の子女
  - 女子：松平直基養女 - 内藤信良継室
  - 女子：松平光通養妹 - 広橋貞茂室、のち最上刑部室